# Royal International Air Tattoo

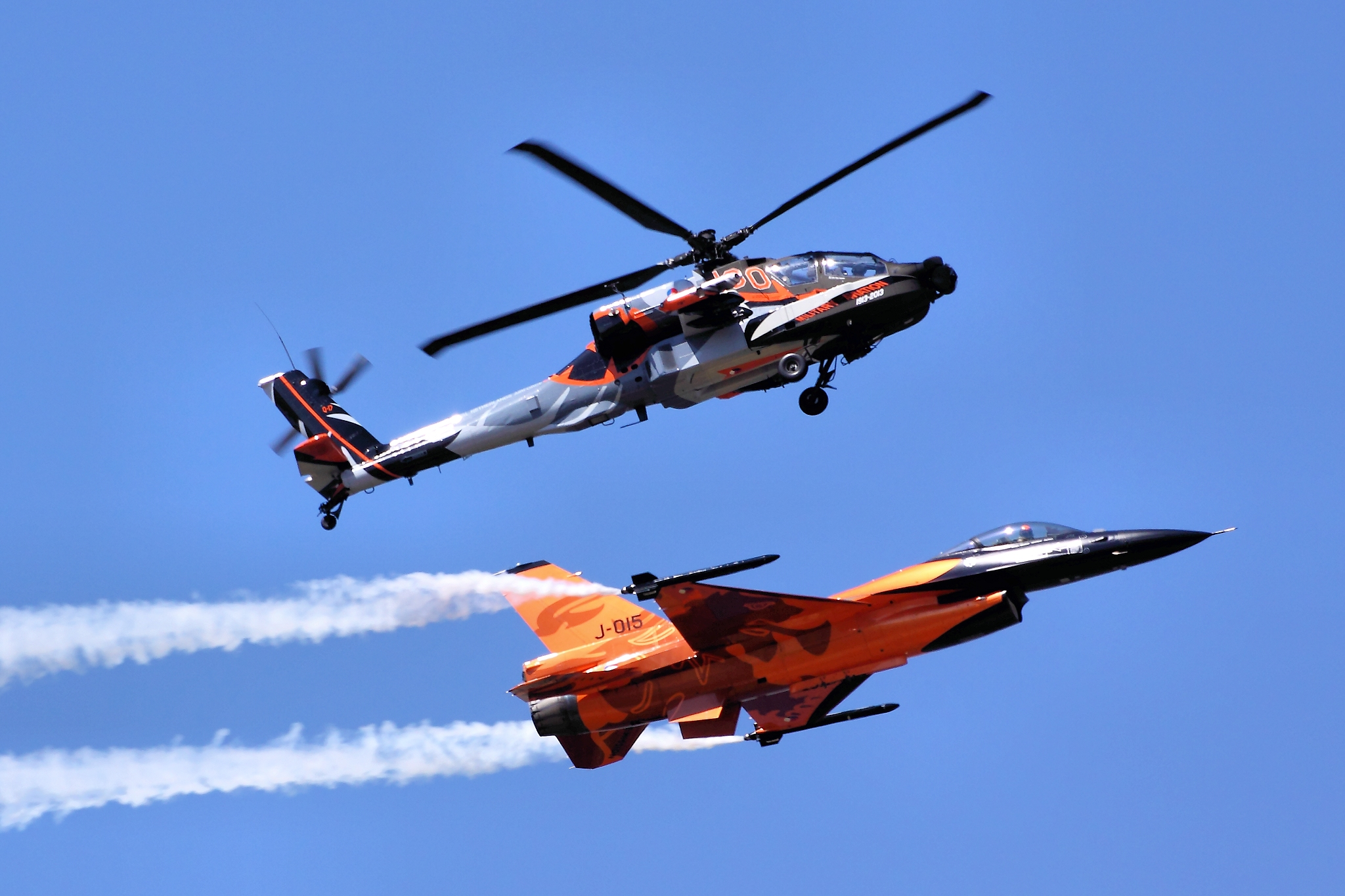
Het Nederlandse Apache- en F-16-demoteam tijdens RIAT 2013.

De Royal International Air Tattoo (RIAT) is de grootste militaire vliegshow ter wereld, die jaarlijks in het derde weekend van juli gehouden wordt op de RAF-basis Fairford in Gloucestershire, Engeland. De vliegshow trekt jaarlijks ongeveer 150.000 bezoekers.

## Geschiedenis
De eerste Air Tattoo werd in 1971 gehouden op North Weald Airfield in Essex, met ongeveer 100 deelnemende vliegtuigen. Van 1973 tot 1983 werd de show steeds georganiseerd op RAF Greenham Common, waarna het vanaf 1985 op Fairford gehouden wordt. In 1986 werd de naam veranderd in International Air Tattoo en in 1996 verleende koningin Elizabeth toestemming om Royal International Air Tattoo te heten.
Tot 1993 werd de show elke twee jaar gehouden, vanaf toen werd het een jaarlijks evenement. Vanwege onderhoudswerkzaamheden in Fairford werd de show in 2000 en 2001 gehouden op RAF Cottesmore in Rutland. De editie van 2003 wordt met 535 deelnemende toestellen door het Guinness Book of Records erkend als de grootste vliegshow ter wereld.
De show heeft in de loop der tijd een aantal vliegtuigprimeurs gehad, zoals de eerste opwachting van de B-2 Spirit buiten de Verenigde Staten (1997) en de eerste landing van de Lockheed Martin F-22 Raptor in Europa (2008). In 2014 zou de F-35 Lightning II zijn eerste presentatie buiten de VS hebben, maar dit werd geannuleerd vanwege motorproblemen van het toestel.
Een belangrijke concurrent van RIAT is de commercieel georganiseerde Farnborough Airshow op Farnborough Airport in Hampshire, die eens in de twee jaar de week na RIAT gehouden wordt.

## Incidenten
In 1993 botsten twee MiG-29's van de Russische luchtmacht tijdens hun vlucht en crashten buiten het publiek. De twee vliegers konden hun toestel op tijd verlaten en niemand raakte gewond. Het ongeluk werd veroorzaakt doordat een van de vliegers van de procedures afweek, nadat hij zijn partner in de wolken niet meer kon zien.
In 2002 maakte een Alenia G.222 van de Italiaanse luchtmacht een harde landing na zijn demonstratie. Het toestel veerde weer omhoog na de initiële landing, waarna het neuswiel brak bij de tweede landing.